# Ian McLagan
Ian Patrick McLagan (n. 12 de mayo de 1945, Middlesex f. 3 de diciembre de 2014) fue un músico inglés, antiguo tecladista de las bandas de rock Small Faces y Faces.
En 1965 ingresó a Small Faces en reemplazo del tecladista original Jimmy Winston, debutando durante un show realizado en el Lyceum Theatre de Londres el 2 de noviembre de ese año. En 1969, Steve Marriott dejó el grupo y en su lugar llegaron el cantante Rod Stewart y el guitarrista Ron Wood, lo que derivó en el cambio de nombre de la banda a Faces. 
Durante los años 60 se relacionó con la modelo Kim Kerrigan, esposa de Keith Moon, baterista de The Who. Luego del divorcio con Moon, Ian y Kim se casaron. Ella falleció en 2006 a causa de un accidente de tráfico.
Luego de la separación de Faces en 1975, McLagan realizó diversos trabajos como músico de sesión, participando en grabaciones con David Gilmour, Chuck Berry, Jackson Browne, Joe Cocker, Bob Dylan, Melissa Etheridge, Bonnie Raitt, Paul Westerberg, Izzy Stradlin, Frank Black, Nikki Sudden, John Mayer y Bruce Springsteen. También trabajó en proyectos con The Rolling Stones y posiblemente reemplazó por un tiempo a Brent Mydland de Grateful Dead. En septiembre de 2010 actuó en un concerto de los Black Crowes.
McLagan también hizo varios discos como solista, e incluso fue líder de la Bump Band desde 1977. El año 2006 participaron de algunos conciertos, uno de ellos teloneando a The Rolling Stones en su A Bigger Bang Tour. Además, fue miembro de la banda de Billy Bragg, siendo parte de varios espectáculos en la ciudad de Austin, Texas, su último lugar de residencia.

## Discografías
- Troublemaker (Mercury, 1979)
- Bump in the Night (Mercury, 1980)
- Last Chance to Dance (EP) (Barking Dog, 1985)
- Best of British (Maniac, 2000)
- Bump In The Night (Maniac, 2003)
- Rise & Shine (Maniac, 2004) (Gaff Music)
- Here Comes Trouble (Maniac, 2005)
- Live (Maniac, 2006)
- Spiritual Boy (Maniac, 2006)
- Never Say Never (Maniac, 2008) (00:02:59 Records)
- USA (maniac, 2014)